# Enlaces por mediantes
En armonía se le llama así a la sucesión de dos acordes cuyas fundamentales están a distancia de tercera. Este procedimiento se utilizó desde el primer barroco, teniendo una época de mucha experimentación en este período. Cuando se estableció el uso de la tonalidad, este procedimiento estuvo condicionado solo a ocasiones específicas y muy aisladas. En el Romanticismo, se retoma su uso y se lo desarrolla ampliamente, llegando a hacerse una característica de este período.
El siguiente fragmento tomado del "Carmina Chromatico" de Orlando de Lassus ejemplifica un típico enlace por mediantes, muy usado tanto en el Renacimiento como en el Romanticismo. Del acorde de Sol M, pasa al de SiM, en el momento que dice la palabra "cromático". (Escuchar)